# Jean Clunet

Doctorul Jean Clunet

Pierre Édouard Jean Clunet (n. 28 ianuarie 1878, Paris, Franța – d. 3 aprilie 1917, Iași, România) a fost un medic francez, membru al Misiunii Militare Franceze în România în timpul Primului Război Mondial, medic-șef al Spitalului de Boli Infecțioase din București, mort la datorie, îngrijind bolnavii de tifos exantematic din Moldova.

## Biografie
Pierre Édouard Jean Clunet s-a născut în 1878 la Paris. Tatăl său, Édouard Clunet (1845-1922) a fost una din figurile baroului parizian, avocat specializat în drept internațional care a fondat în 1874 revista Journal du droit international, revistă care apare și în prezent și este cunoscută și ca „le Clunet”, și care a fost unul din avocații apărării în procesul Mata Hari.
Jean Clunet a urmat studiile la École Bossuet și la Liceul Louis-le-Grand din Paris, obținând bacalaureatul în 1896. Ulterior a studiat medicina la Facultatea de Medicină din Paris și a fost extern în serviciul de neurologie dirijat de Joseph Babinski la Hôpital de la Pitié⁠(fr)[traduceți] și intern, apoi preparator în laboratorul de anatomie patologică al profesorului Pierre Marie⁠(fr)[traduceți], fiind numit ulterior profesor de anatomie patologică la Facultatea de Medicină din Nancy.
Spirit aventuros și iubind călătoriile, Jean Clunet a vizitat Marocul în 1912 fiind implicat involuntar în răscoala de Fès în aprilie 1912.

## Rolul radiațiilor în apariția cancerului
Doctorul Jean Clunet a fost primul care a demonstrat că îmbolnăvirea de cancer a șobolanilor se datorează expunerii prelungite a acestora la razele X, după cum precizează în teza de doctorat în medicină a lui G. Steinheil, cu titlul Recherches experimentales sur les tumeurs malignes (Paris, 1910). În anul 1910 Jean Clunet a indus cancer mai multor șobolani prin expunerea pielii lor la radiații.
Radiologii și utilizatorii de aparate cu raze X au observat efectele neoplastice la câțiva ani după ce Wilhelm Conrad Röntgen a anunțat descoperirea unor radiații penetrante, pe care le-a numit radiații X, care după moartea sa și în ciuda testamentului său au fost denumite raze Röntgen.
O apreciere a descoperirii dr. Clunet apare în articolul P. Mustacchi și M.B. Shimkin - Cancerul produs de radiații și Jean Clunet, publicat în revista Cancer, 9: 1073-1074, 1956; această lucrare include fotografia lui Jean Clunet, identificată de profesorul Charles Oberling.

## Activitatea în cursul Primului Război Mondial
La începutul Primului Război Mondial Jean Clunet a fost chirurg militar în Regimentul de linie 332 și a participat la bătălia de la Charleroi (în august 1914), la retragerea pe aliniamentul râului Aisne și la Bătălia de la Berry-au-Bac.. Ulterior a făcut parte din Corpul expediționar francez și a participat la bătălia de la Gallipoli Aici s-a îmbolnăvit de dengue; după vindecare s-a întors la Paris și a lucrat un timp la Institutul Pasteur din Paris⁠(fr)[traduceți].
Declanșarea epidemiei de tifos exantematic în rândurile armatei sârbe refugiate în insula Corfu l-a determinat pe Jean Clunet să ceară trimiterea sa în Grecia. Împreună cu 1700 de soldați ai Regimentului 3 colonial, pe 23 februarie 1916 Clunet s-a îmbarcat la Toulon pe nava de transport Provence II cu destinația Salonic. Pe 26 februarie, în dreptul capului Matapan, vaporul a fost torpilat de submarinul german U35 și s-a scufundat rapid făcând 1100 de victime. Printre supraviețuitorii care au fost recuparați a doua zi de nava SS Canada, pachebot al Companiei Cyprien Fabre transformat în navă-spital, s-a numărat și Jean Clunet.
Ajuns la Corfu, Clunet a aprticipat la organizarea laboratorului de bacteriologie al trupelor franceze în satul Sedd-ul-Bahr. În acest laborator, dirijat de medicul militar Sarrailhé și în care l-a avut coleg pe dr. Richet, fiul lui Charles Richet, Clunet a participat la lupta contra bolilor contagioase care făceau ravagii în rândul trupelor: tifos exantematic, icter, dizenterie. Contaminat el însuși de dizenterie, Clunet a continuat și-a continuat totuși activitatea de medic revenind în Franța doar după stingerea epidemiilor.

## Misiunea Militară Franceză în România
În anii 1916-1917, doctorul Clunet a făcut parte din Misiunea Militară Franceză trimisă în România pentru a acorda asistență de specialitate. Clunet și ceilalți membri ai misiunii, între care și soția sa, Marguerite Mireille Alexandrine Clunet, infirmieră a Societății de Ajutorare a Răniților Militari (Société de Secours aux Blessés Militaires), au ajuns în România pe o cale ocolită, trecând trin Regatul Unit, Norvegia și Rusia. Clunet a fost medic-șef al Spitalului de Boli Infecțioase din București. Împreună cu dr. Imbert, el a publicat articole în presa vremii, în care a dus o campanie de educare sanitară a populației în ceea ce privește câteva aspecte esențiale, cum ar fi contaminarea cu tifos exantematic și tratarea acestei boli .
După refugierea Regelui, Guvernului și Parlamentului României la Iași părăsind Bucureștiul ocupat de armatele Puterilor Centrale, peste Moldova s-a abătut o epidemie de tifos exantematic, boală cauzată de mizerie și inaniție. Din cauza ei, mii de români au murit.

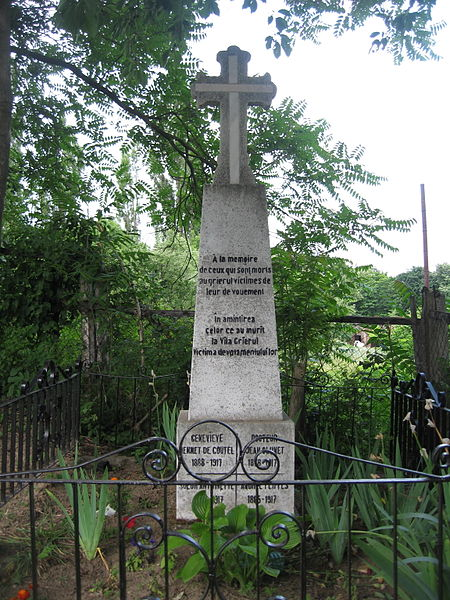
Monumentul realizat de Salvador Scutari în amintirea membrilor Misiunii Medicale Franceze morți de tifos exantematic în 1917: dr. Jean Clunet, infirmierele Andrée Flippes și Geneviève Hennet de Goutel și călugărița Soeur Antoinette (1848-1917).

În aceste condiții, în decembrie 1916, doctorul Clunet a înființat un spital de campanie la Vila „Greierul” din Bucium (satul Bucium se afla pe atunci la 9 kilometri de Iași iar vila era proprietatea avocatului Vasile Sculy Logothetides, fratele lui Leon Sculy Logothetides, profesor la Facultatea de Medicină), unde îngrijea bolnavii de tifos, împreună cu trei infirmiere de la Société de Secours aux Blessés Militaires (soția sa, Marguerite Clunet, Andrée Flippes și Geneviève Hennet de Goutel) și 10 călugărițe de la Congregația Sfântul Vincent de Paul.
Doctorul Clunet a căzut și el pradă epidemiei în primăvara aceluiași an, împreună cu o parte din personalul clinicii conduse de el. Înainte de a muri, dr. Clunet a cerut să fie înmormântat lângă spitalul înființat de el la Bucium, alături de două infirmiere - Andrée Flippes (1885 - 26 martie 1917) și Geneviève Hennet de Goutel (11 martie 1885 - 4 martie 1917) și Soeur Antoinette (1848 - 1917), „toți reuniți pentru durerea familiilor și căzuți pe pământ străin pentru gloria Franței”, după cum scria istoricul Constantin Kirițescu.
Pe locul unde au fost înmormântați a fost ridicat un monument de piatră în formă de cruce de către sculptorul funerar Salvador Scutari (1880-1932). Pe soclul monumentului au fost săpate în piatră următoarele cuvinte în franceză și în română.
Mai jos, la baza soclului este un pătrat tăiat în patru părți egale pe care sunt înscrise numele și anii de viață ai celor îngropați acolo. Monumentul este amplasat în mijlocul mormântului, iar numele scrise în pătratul tăiat indică poziția în care au fost înmormântați.

## Decorații
- Legiunea de onoare (Franța);[4]
- Croix de guerre (Franța) cu palme și două stele;[4]
- Ordinul regal „Sfântul Sava”⁠(fr)[traduceți] (Serbia) în grad de ofițer;[4]
- Ordinul Coroana României în grad de ofițer.[4]

În citația pentru decernarea Legiunii de onoare Jean Clunet era caracterizat astfel:
„S'est distingué au Maroc, en donnant des soins aux victimes de l'insurrection de Fez. Dans la guerre contre l'Allemagne, d'abord en France puis aux Dardanelles, à Corfou, en Albanie, a donné partout l'exemple de l'abnégation et du courage. Échappe grâce à son énergie, au torpillage du transport La Provence a demandé dès son retour en France a repartir à l'étranger. En Roumanie a réclamé l'honneur de diriger un hôpital de contagieux auprès desquels il a contracté le typhus exanthématique.”
Academia Națională de Medicină franceză i-a decernat în 1927 lui Jean Clunet (postum) și soției sale premiul premiul devotamentului medical. Acest premiu, al cărui nume exact este Prix Henri Huchard, de l'Académie de Médecine — Prix de dévouement médical, en souvenir de Marcel Huchard (Premiul Henri Huchard, de la Academia de Medicină - Premiul devotamentului medical, în amintirea lui Marcel Huchard) a fost instituit în urma legului de 400.000 de franci pe care cunoscutul neurolog și cardiolog francez Henri Huchard⁠(fr)[traduceți] (4 aprilie 1844 - 11 decembrie 1910) l-a făcut Academiei Naționale de Medicină pentru a veni în ajutorul tinerilor studenți care, la fel ca și fiul său, au fost victime ale devotamentului profesional.

## In memoriam
Regina României, care l-a cunoscut pe dr. Clunet în timpul refugiului la Iași, a scris un articol dedicat atât memoriei sale, cât și ca recunoștiință față de ceilalți membri ai Misiunii Medicale Franceze căzuți în România, articol publicat pe 4 septembrie 1917 în ziarul francez Le Figaro și reluat apoi în versiunea engleză în numărul din 21 octombrie al cotidianului american The New York Times.
Ca o apreciere a devotamentului său, clinica din Bucium a Spitalului de Pneumoftiziologie Iași poartă numele „Dr. Clunet”. De asemenea, numele său este purtat și de o stradă din cartierul bucureștean Cotroceni.

## Publicații
- Jean Clunet, Recherches expérimentales sur les tumeurs malignes, G. Steinheil, Paris, 1910
- Jean Clunet, Le cancer expérimental, Ed. Pointat, 1911.
- Sarrailhé, A., Clunet, J., « La "Jaunisse des camps" et l'épidémie de paratyphoïde des Dardanelles. » Bulletin et mémoires de la Société Médicale des Hôpitaux de Paris, 3 série, 40: 563-567, 1916. Publié ensuite sous le titre « "Camp jaundice" and the paratyphoid epidemic at the Dardanelles" » dans , Lancet, vol. 187, nr. 4830, 25 mars 1916, pp. 664–668.

## Vezi și
- Monumentul doctorului Clunet